# ハブダンパー
ハブダンパー(英: Hub Damper)とは、車輪のハブに組み込まれているダンパー（緩衝部品）である。多くのオートバイやスクーターで採用されている。英語圏ではCush drive（クッシュドライブ）と呼ばれることが一般的である。

## 概説
リヤホイールのハブの、リアスプロケットを取り付ける "台座部" に組み込まれており、完成した車体では、まったく見えないような部分に組み込まれている。リヤ・スプロケットに伝わったトルクは、一旦このハブダンパーを介してから車輪側（ハブ、スポーク、タイヤ側）に伝達される構造になっている。
ゴムやエラストマー、あるいはばね製の部品である。

### 機能
オートバイの変速時や加速時などにドライブトレイン（駆動列）の各部にかかる過度なストレスを軽減する。またライダーが感じるいわゆる「乗り心地」をより快適にする。
たとえば変速の際のクラッチミートの衝撃を吸収し、カムチェーンの伸びを抑制し、トランスミッションの耐久性を上げる。エンジンブレーキなどによるトルク変動がエンジン側に与えるダメージも減らす。ドライブチェーン（フロントスプロケットとリアスプロケットにかかるチェーン）の伸びも軽減する。「ギヤ打ち音」も軽減し、変速の際にライダーが体感する前後方向の微妙な衝撃（ガクッ、ガクッとした感じ）を軽減させ、ライダーが感じる乗り心地を総じて向上させる。

### ゴムやエストラマー製の詳細
ハブダンパーの形状は、大きく分けて何種類かあり、車種ごとに異なる。一例を挙げると、ハブ内部に円弧状の溝を複数設け、この溝に収まる形状のダンパーが挿入され、半径方向にダンパーに長い穴が開けられていて、スプロケットの基部に設けられた柱状の爪が挿入されるタイプがある。
他に、ハブの周囲に円柱状の穴が複数配置されており、そこにパイプ形状の合成樹脂でできたダンパーを挿入するタイプもある。例えばホンダ・AX-1はこのタイプであった。
ゴムやエストラマー製のハブダンパーは、経年劣化による硬化・収縮・亀裂などが発生しやすい。ハブダンパーが極端に劣化するとガタツキが生じたり不自然なトルク変動が生じることもあるので、長期的に言えば、定期的な交換が必要である。

## 歴史
ハブダンパーは1912年に、ロイヤルエンフィールド製の側車とJA Prestwich Industries製の770 ccオートバイを組み合わせて製作されたサイドカーで採用された。この時は乗り心地の改善というよりも、サイドカーの重たい車重による変速の際の大きなバックトルクでチェーンやトランスミッションが破損することを予防するために講じられた策であった。
ロイヤルエンフィールドではこれを“Cush drive”という商標で呼んでいたが、英語圏ではこれが一般名詞化した。商標の普通名称化が起きたのである。

## ハブダンパーを採用しない例
なお、ハブダンパーは駆動系の衝撃やストレスを減らすが、その代わりに駆動力の損失がいくらか発生するため、耐久性や乗り心地を犠牲にしてでも強烈な瞬発力を求めるモータースポーツ用車種などではハブダンパーを採用しない場合がある。
また、車重が軽い車種で、なおかつトルクが突出してはいない車種であれば、そもそも駆動系のストレスはさほど大きくないので、ハブダンパーを採用しない場合がある。たとえばホンダのNSR50（排気量50 ccの、小さなNSR）はハブダンパーを採用していなかった。例えばヤマハ・セロー225も、オートバイとしてはかなり軽量に設計されており、スペック志向ではなくバランス重視の車種であり、駆動系のストレスは比較的小さかったので、ヤマハは1985年のセロー初代モデルから1990年代なかばまでのモデルではハブダンパーを採用しなかった。その後、1997年のセロー225WE（4JG）からはハブダンパーが採用された。だがセローユーザーの中の一部はダンパーを嫌い、以前のダイレクトな駆動感を求めてわざわざ社外部品を用いてハブまわりを以前のようなダンパーレスに改造する人もいた。